# احمد کاظمی
احمد کاظمی (۲ مرداد ۱۳۳۸ – ۱۹ دی ۱۳۸۴) سرتیپ سپاه پاسداران انقلاب اسلامی بود، که از شهریور ١۳٨۴ تا زمان درگذشتش در دی ١۳٨۴ به‌عنوان فرماندهٔ نیروی زمینی سپاه پاسداران فعالیت می‌کرد. کاظمی در طول جنگ ایران و عراق از اعضای سپاه پاسداران انقلاب اسلامی بود و در فاصله سال‌های ۱۳۶۰ تا ۱۳۶۷ فرماندهی لشکر ۸ نجف اشرف را برعهده داشت. وی از سال ۱۳۷۲ تا ۱۳۷۶ فرمانده قرارگاه حمزه بود و از ۱۳۷۶ تا ۱۳۷۹ فرماندهی لشکر ۱۴ امام‌حسین را برعهده داشت.
کاظمی در فاصله سال‌های ۱۳۷۹ تا ۱۳۸۴ به‌عنوان فرمانده نیروی هوایی سپاه پاسداران فعالیت می‌کرد و در شهریور ۱۳۸۴ به فرماندهی نیروی زمینی سپاه پاسداران منصوب شد. وی در دی‌ماه ۱۳۸۴ در سانحه سقوط هواپیمای داسو فالکون ۲۰ در نزدیکی ارومیه، به همراه شماری از فرماندهان سپاه کشته شد.

## زندگی
احمد کاظمی در تاریخِ ۲ مردادِ ۱۳۳۸ در شهر نجف آباد، استان اصفهان زاده شد. پدرش عشق‌علی کاظمی نام داشت. با وقوع انقلاب در دی‌ماه ۱۳۵۸ همراه با گروهی با مسئولیت محمد منتظری، به همراه غلامرضا صالحی و غلامرضا یزدانی جهت اعزام به جنوب لبنان، ابتدا وارد سوریه شد. او در پادگان حموریه در اطراف دمشق، یک دوره آموزشی جنگ‌های نامنظم را به مدت ۴۵ روز، زیر نظر سازمان الفتح طی کرد و بعد از آن به جنوب لبنان اعزام شد و در کتیبه‌های نظامی اطراف بیروت، که مربوط به سازمان الفتح بود، مستقر گردید.
وی در سال ۱۳۵۹ به ایران بازگشت و بلافاصله به کردستان رفت. در پی آغاز جنگ ایران و عراق، با همراهی گروهی ۵۰ نفره در جبهه‌های آبادان حضور یافت. در پایان جنگ، این گروه به لشکر ارتقاء پیدا کرده بود و فرماندهی لشکر ۸ نجف را احمد کاظمی برعهده داشت.
تجهیزات زرهی لشکر ۸ نجف از سلاح‌های به غنیمت گرفته شده از نیروهای ارتش عراق تجهیز شده بود، که بخش اعظم آن حاصل تجهیزات بجا مانده از نیروهای عراقی بود، که با آزادسازی خرمشهر عاید نیروهای ایرانی شده بود و صدها تانک، نفربر، توپخانه و ماشین‌آلات رزمی را در بر می‌گرفت.

## تحصیلات
احمد کاظمی دانش‌آموخته کارشناسی جغرافیا از دانشگاه امام حسین، کارشناسی ارشد مدیریت دفاعی از دانشگاه فرماندهی و ستاد و دانشجوی دکتری دفاع ملی از دانشگاه عالی دفاع ملی بود.

## آزادسازی خرمشهر
در جریان عملیات بیت‌المقدس، کاظمی در حالی که فرماندهی تیپ نجف اشرف را برعهده داشت، با عبور از رودخانه کارون، در نیمه‌های شب و با نفوذ به عمق ۲۰ کیلومتری از خط مقدم نیروهای عراقی، نیروهای خود را به جاده اهواز-خرمشهر رساند و با استقرار لشکر تحت امرش در کنار جاده، نبردی تن به تن و خونین میان نیروهای ایرانی و ارتش عراق رخ داد، که در نهایت با تثبیت تیپ نجف در کنار جاده اهواز-خرمشهر، حملات بعدی خود را به سمت خرمشهر آغاز کرد.

## عملیات والفجر ۱۰
۲۵ اسفندماه ۱۳۶۶ لشکر ۸ نجف، به فرماندهی کاظمی در عملیات والفجر ۱۰، در محور دربندی‌خان حلبچه شرکت کرد. وی که در این عملیات مسئولیت تصرف شهر حلبچه را برعهده داشت، برای حفظ جان افراد غیرنظامی مستقر در شهر، از ورود نیروهای تحت امرش به حلبچه ممانعت کرد و عملیات را به پایان رساند.

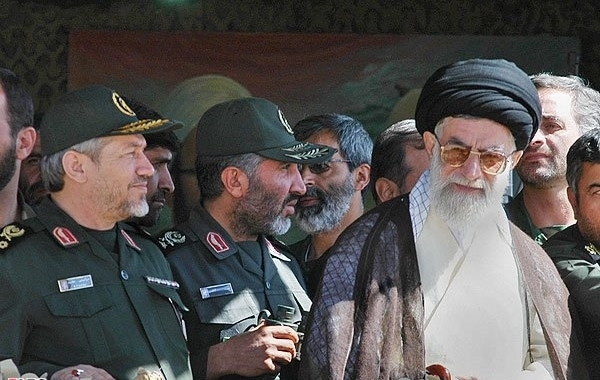
احمد کاظمی در کنار سید علی خامنه‌ای و سید یحیی رحیم‌صفوی

## فرمانده قرارگاه حمزه
احمد کاظمی در ۲۴ خرداد ۱۳۷۲ به فرماندهی قرارگاه حمزه سیدالشهدا منصوب شد. به دنبال فعالیت‌های مسلحانه حزب دموکرات کردستان ایران در غرب کشور و پیشروی این حزب، وی در تاریخ ۶ مرداد ۱۳۷۴ مقر حزب دموکرات کردستان در خاک عراق را محاصره کرد. وی در نهایت توافق‌نامه سیاسی–نظامی را با رهبران کردهای اردوگاه کوه سنجق، با محوریت ممانعت از مبارزه مسلحانه و روی آوردن به فعالیت‌های سیاسی، امضا کرد. پس از امضای این توافق‌نامه، شورای عالی امنیت ملی وضعیت منطقه کردستان را عادی اعلام کرد.

گزارشگر بخش جهانی بی‌بی‌سی در ۳۱ ژوئیه همان سال اعلام کرد: 
نیروهای ایران، اردوگاه مخالفان دولت ایران در کوی سنجق را محاصره و پس از دو روز، بدون هیچ گونه درگیری، آن جا را ترک کردند و هیچ‌کس آسیب ندید.
در جریان این اقدامات، جلال طالبانی (رئیس وقت حزب اتحاد میهنی کردستان عراق) تعهد داد که به صورت مسلحانه در داخل ایران فعالیت نخواهند کرد.

## فرمانده نیروی هوایی سپاه
کاظمی در ۲۷ آذر ۱۳۷۶ به عنوان فرمانده لشکر ۱۴ امام حسین معرفی شد و پس از آن در ۹ تیر ماه ۱۳۷۹ به سمت فرماندهی نیروی هوایی سپاه منصوب شد. در دوران فرماندهی نیروی هوایی، کاظمی اقدامات مؤثری نسبت به ارتقای سطح کیفی نیروی هوایی از جهت سازمان و ساختار انجام داد و برای نخستین بار نیروی هوایی سپاه را مجهز به هواپیمای جت پشتیبانی نزدیک سوخو ۲۵ نمود و سازمان هلی‌کوپتری سپاه را با خرید بالگردهای میل ۱۷ تجهیز کرد. وی همچنین در این سمت با واحد موشکی هوافضای سپاه پاسداران نیز ارتباط داشت و حسن طهرانی مقدم را در توسعه پروژه‌های ساخت موشک‌های بالستیک همراهی می‌کرد.
با وقوع زلزله بم در سال ۱۳۸۲، کاظمی با آماده‌سازی فرودگاه بم، ناوگان نیروی هوایی سپاه را برای نجات زلزله‌زدگان بم، بسیج کرد. به گونه‌ای که هر ۱۳ دقیقه یک هواپیما و یک هلیکوپتر پرواز می‌کرد و در مجموع ۳۰ هزار مجروح با این ناوگان جابه‌جا شدند.
هاشمی رفسنجانی در خاطرات روز ۲۵ آبان ۱۳۷۷ خود از مراجعه مرتضی قربانی و گلایه از حذف نیروهای مستقل سپاه از جمله احمد کاظمی می‌گوید.

## فرمانده نیروی زمینی سپاه
کاظمی در ۲۹ مرداد ۱۳۸۴ از سوی سیدعلی خامنه‌ای، به فرماندهی نیروی زمینی سپاه منصوب شد.

## نشان فتح
کاظمی در دوران فعالیت در سپاه پاسداران، ۳ نشان فتح دریافت نمود و آخرین درجه نظامی وی نیز تا سال ۱۳۸۴ سرتیپی بود.

## کشته شدن

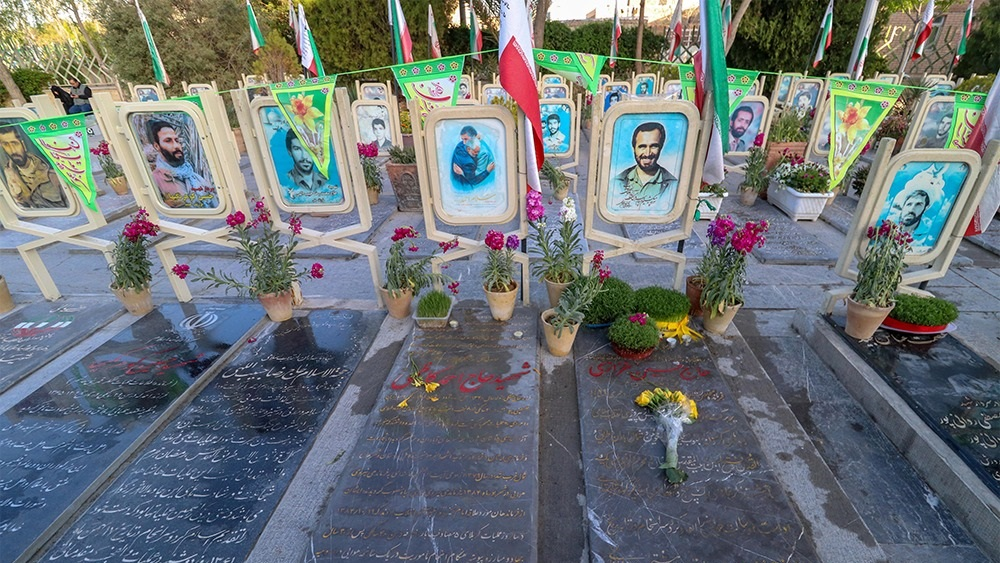
مزار کاظمی در کنار حسین خرازی در گلستان شهدای اصفهان

احمد کاظمی در ۱۹ دی سال ۱۳۸۴ در سانحه هوایی سقوط هواپیمای داسو فالکون ۲۰ در نزدیکی ارومیه کشته شد. به گفته رحیم صفوی، فرمانده وقت سپاه پاسداران، در نشست خبری ۱۹ دی ۱۳۸۴ علت سقوط هواپیما، از کار افتادن دو موتور آن اعلام گردید.
وی بنا به وصیتش در جوار حسین خرازی و رضا حبیب‌اللهی، در گلستان شهدای اصفهان دفن گردید.سنگ بنای یادبودی از احمد کاظمی در قطعه ۲۹ بهشت زهرای تهران وجود دارد.

## مستند کوی سنجق
این مستند با موضوع عملیات پاک سازی کردستان و بازگشت امنیت به این منطقه در اوایل دهه هفتاد و نقش احمد کاظمی در این عملیات ساخته شده است.